# Chouain
Chouain é uma comuna francesa na região administrativa da Normandia, no departamento Calvados. Estende-se por uma área de 3,15 km². Em 2010 a comuna tinha 235 habitantes (densidade: 74,6 hab./km²).